# ハインズ・ウォード
ハインズ・エドワード・ウォード・ジュニア（Hines Edward Ward Jr.、1976年3月8日 - ）は、大韓民国ソウル特別市出身のアメリカンフットボール元選手、コーチ。現役時代はピッツバーグ・スティーラーズに所属していた。ポジションはワイドレシーバー（WR）。プロボウル選出4回の実績を持ち、第40回スーパーボウルではMVPに輝いている。アフリカ系アメリカ人の父と韓国人の母との間に生まれたハーフ（アメラジアン、コリアンアメリカン）である。ソウル特別市名誉市民。

## 経歴

### 高校時代まで
1976年3月8日、大韓民国のソウル特別市で、アフリカ系アメリカ人で軍人の父と韓国人の母との間に生まれる。人種差別を避けるため、生後5ヶ月で家族と共にアメリカ合衆国ジョージア州フォレストパークに移住。後に、ウォードは「当時の韓国は、他の人種と一緒に住むことを容赦できない雰囲気だった。母は私と父のために韓国を出た」と語っている。しかし、渡米後間も無く両親は離婚。母親の手により育てられた。地元のフォレストパーク高校（Forest Park High School）へ進学したウォードは、クォーターバック（QB）として才能を発揮し，USAトゥデイが選ぶオールアメリカンにも選ばれた。

### 大学時代
ジョージア大学にカレッジフットボールの奨学生として進学したウォードは、ワイドレシーバー（WR）としてのキャリアを開始する。大学時代には通算で144のレシーブを決め、1,965ヤードを獲得した。これはジョージア大学のWRとしてはチーム史上2位の記録である。また、ランニングバック（RB）やクォーターバックとしても活躍し、トータルで3,870ヤードを獲得。これもハーシェル・ウォーカーに次いでチーム史上2位の記録となっている。在学中に経済学の学位を取得している。

### ピッツバーグ・スティーラーズ

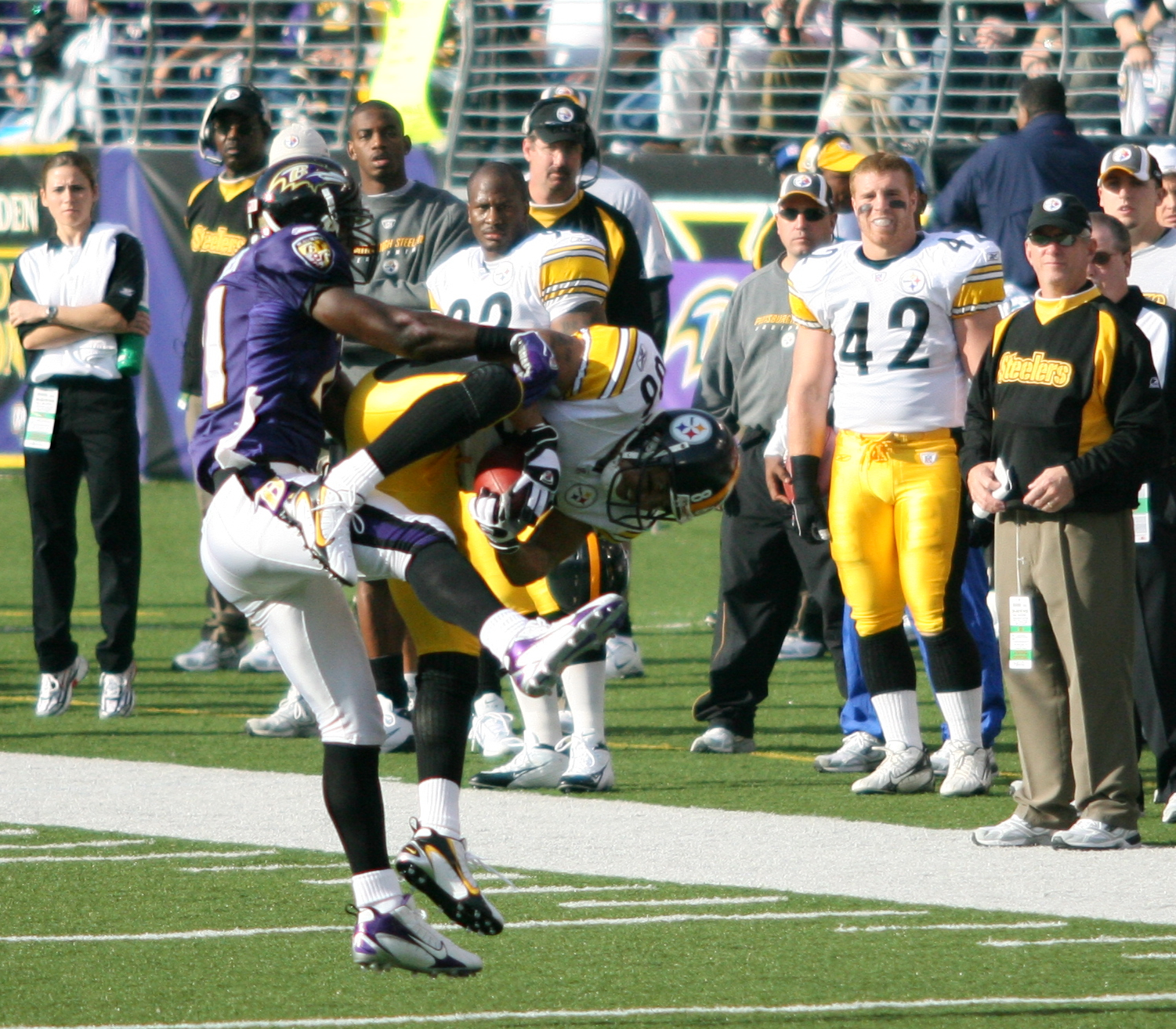
パスをキャッチするウォード（2006年）

1998年のNFLドラフト3巡目（全体92番目）でピッツバーグ・スティーラーズに指名され、入団。幼少期の事故が原因の前十字靭帯の古傷がNFLのスカウト陣から嫌われ、指名順位はウォードの実力からすると低いものになった。しかし、全て途中出場ではあったものの、ルーキーイヤーから全試合に出場する活躍を見せる。2年目からは先発WRのポジションを掴み取り、14試合に先発して61レシーブで638ヤードを稼いだ。
2001-2002シーズンには、94回のレシーブで1,003ヤードを稼ぎ、初の1,000ヤードレシーブを達成。同年にプロボウルに初選出される。以後、4年連続で1,000ヤードレシーブを達成すると共に、プロボウルにも4年連続で選出され、リーグを代表するWRとしての地位を確立していく。2005年には新たに5年総額2750万ドルでスティーラーズと契約延長。2005-2006シーズンでは、新人からの連続試合出場が途切れ、1,000ヤードレシーブにも僅かに届かなかったものの11月27日のクリーブランド・ブラウンズ戦で538回目のキャッチを達成、これまでジョン・ストールワースが持っていたチーム記録を更新した。チームは2年目のQBベン・ロスリスバーガーの大活躍もあり、スーパーボウルに進出。

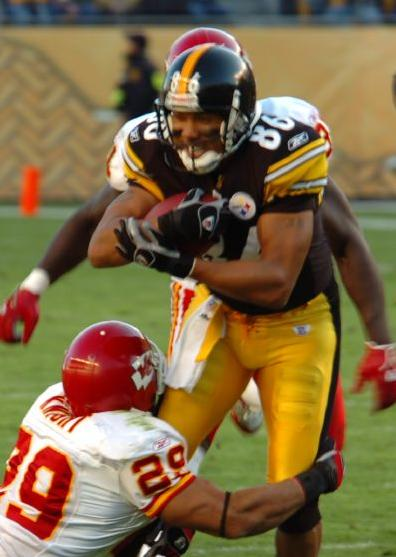
相手ディフェンスからタックルを受けるウォード

2006年2月5日に行われた第40回スーパーボウルでは、出場選手中トップの5レシーブで123ヤードを獲得。第2Q終盤には逆転TDへとつながる37ヤードレシーブ、第4Qには試合を決定付ける貴重な追加点となる43ヤードTDパスレシーブを決めるなど、要所での活躍が光り、アジア系として初のMVPに選出された。ウォードのMVP受賞は、生まれ故郷である韓国でも大きく報道され、英雄的扱いを受けた。
スーパーボウル制覇後の2シーズンは、いずれも全試合出場はならなかったが、2008-2009シーズンは、4シーズンぶりに全16試合出場を果たし、レシーブ81回、4シーズンぶりの1,000ヤードレシーブとなる1,043ヤード、7TDをマーク。サントニオ・ホームズ、ネイト・ワシントンと共に強力WR陣を形成し、チームを3年ぶりのスーパーボウルに導いた。ボルチモア・レイブンズとのカンファレンス・チャンピオンシップで右ひざを痛め途中退場するアクシデントがあったものの、第43回スーパーボウルには強行出場してチームを牽引、3年ぶりの王座奪還に貢献した。シーズン終了後、スティーラーズと4年総額2200万ドルで契約を延長。2012-2013シーズンまでの在籍が決まり、スティーラーズ一筋のまま現役を終える可能性が高くなった。
2009年9月28日のシンシナティ・ベンガルズ戦で、スティーラーズのWR史上初となる通算10,000ヤードレシーブを達成。
2010年11月14日のニューイングランド・ペイトリオッツ戦の第1Qに相手のヒットを受けた際、脳震盪を起こし退場、再びその試合に戻ることなくレシーブの連続記録はNFL歴代3位の186試合で止まった。
2012年2月にチームより解雇を宣告され、3月20日に記者会見を開き、引退を発表。他チームへの移籍も考えたようだが、スティーラーズでキャリアを終えることを選択した。

### 現役引退後
2013年4月、NBAの現役選手であるジェイソン・コリンズが同性愛者であることを告白した際、多くのNBA選手やNFL選手が支持を表明した中、NFLでは同性愛者が受け入れられる準備はできていないだろうとコメントした。
2017年8月、古巣スティーラーズのインターンを務め、ワイドレシーバーの選手をサポートした。
2019年シーズンより、ニューヨーク・ジェッツのオフェンシブアシスタントコーチに就任した。
2022年1月15日、ヒューストン・テキサンズの新ヘッドコーチ候補としてチームと面談を行った。
2023年よりXFLのサンアントニオ・ブラームスのヘッドコーチを務める。

## 選手としての特徴
スティーラーズ一筋の現役生活でチーム歴代1位のレシーブ954回、11,702ヤード、83TDレシーブ（2010シーズン終了時点）を記録しているチームの顔とも言うべき存在である。183cmというWRとしては大柄とはいえない体格ながら、タフで恐れ知らずのプレイスタイルであり、一度ボールを捕球すると、RBのような走りを見せる。また、ゾーンディフェンスに対してノーマークになる術に長けている。
卓越したレシーブ力に加え、ブロッカーとしてもリーグ屈指のWRと評価されている。リーグ有数のハードブロッカーとして知られ、度々リーグから罰金処分を受けている。後述の「ハインズ・ウォード・ルール」制定のきっかけともなった。ウォードのハードヒットを嫌う対戦相手も多い。ウォード本人も、自分が守備陣に対して特に当たりの強い攻撃プレイヤーであることは認めているが、今後もプレースタイルを変えるつもりがないことを明言している。
2006年のプレシーズンにESPNがNFL選手361人の投票により最も汚いプレーをする選手は誰かという調査をした際、4%の票を集めた。
2011年に米誌『スポーティング・ニューズ』においてNFLで最もダーティーだと思う選手は誰かというアンケートの結果、第5位になった。

## 特筆

### 韓国系としてのアイデンティティー
幼少期に両親が離婚したため、韓国人の母親の手によって育てられたウォードは、自らを「ハーフ・コリアン（半分は韓国人）」と表現し、腕にハングルで「ハインズ・ウォード（하인스 워드）」という入れ墨を入れるなど、韓国系であることを誇りに思っている。しかし、元々韓国内で根強い人種差別を避けるために家族でアメリカに移住したという過去を持っており、アメリカ移住後も韓国系コミュニティからは、片親が韓国人ではないという理由で差別を受けたという。ウォードは少年時代にアジア系との混血であることで周囲からからかわれ、韓国系であることを恥じていたと回想しているが、母と一緒に居る姿を黒人の友達に見られるのを嫌がって顔を隠したウォードに対し、車で迎えに来た母が涙を流して「お前はもうお父さんと暮らしなさい。そのほうがお前にとって幸せなのよ」と語って以来それまで口にしなかった朝鮮料理を積極的に食すようになり、友達を家に招いてカルビを振舞うなど、韓国系であることを隠さず、むしろ誇りにするようになった。
2006年4月には母と一緒に生まれ故郷である韓国を訪問し、盧武鉉大統領とも対面。ソウル市からは名誉市民権を授与された。しかし、この韓国訪問で、韓国での混血児に対する深刻な人種差別(混血児の半数が職に就けない)を目の当たりにしたウォードは、「韓国は美しい国だが、混血児は入隊もできず、スポーツをしてもチームメートのいじめに遭う国」だという感想を地元ピッツバーグのメディアに述べている。生まれ故郷訪問をきっかけに、より一層混血児支援事業に力を注ぐことを決意したというウォードは、韓国の混血児童を支援する『ヘルピング・ハンズ財団』を設立するなどして、精力的にチャリティ活動を行っている。

### ハインズ・ウォード・ルール

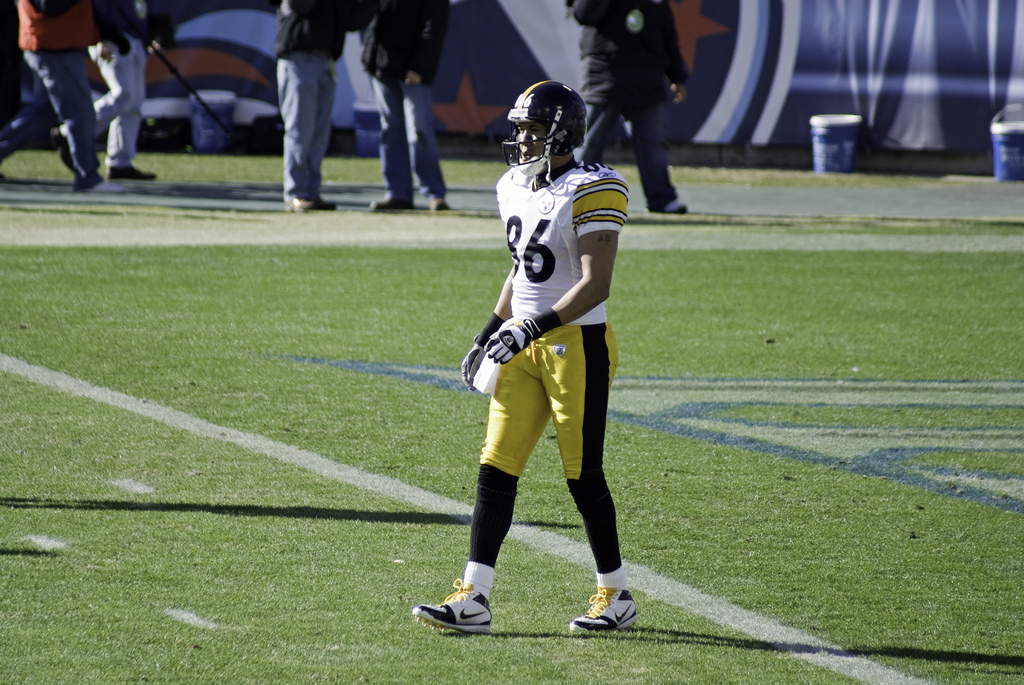
試合開始前のウォード（2008年）

NFLでは、選手の安全性を確保するために、毎年のように細かなルール変更を行っているが、2009年3月にブロッカーが相手守備選手の死角からヘルメット、上腕部、肩を使って、頭部と首にタックルすることが禁止され、これを犯すと15ヤードの罰退となった。このルール改正のきっかけとなったのがウォードであった。2008-2009シーズンの対シンシナティ・ベンガルズ戦において、ベンガルズの新人ラインバッカー（LB）キース・リバースに対し、ウォードが死角から激しいブロックを行った結果、リバースは顎を複雑骨折、残りのシーズンを棒に振ってしまった。新ルールは制定のきっかけとなったウォードの名を冠して「ハインズ・ウォード・ルール」と呼ばれるようになった。ウォードは自身の名前がついた新ルール制定に対して「おかしな話だよ」と語り、不満を露にしている。

## 年度別成績
| 年度 | チーム | G   | GS  | Rec | Yds    | Avg  | Long | TD |
| 1998 | PIT    | 16  | 0   | 15  | 246    | 16.4 | 45   | 0  |
| 1999 | PIT    | 16  | 14  | 61  | 638    | 10.5 | 42   | 7  |
| 2000 | PIT    | 16  | 15  | 48  | 672    | 14.0 | 77   | 4  |
| 2001 | PIT    | 16  | 16  | 94  | 1,003  | 10.7 | 34   | 4  |
| 2002 | PIT    | 16  | 16  | 112 | 1,329  | 11.9 | 72   | 12 |
| 2003 | PIT    | 16  | 16  | 95  | 1,163  | 12,2 | 50   | 10 |
| 2004 | PIT    | 16  | 16  | 80  | 1,004  | 12.6 | 58   | 4  |
| 2005 | PIT    | 15  | 15  | 69  | 975    | 14.1 | 85   | 11 |
| 2006 | PIT    | 14  | 14  | 74  | 975    | 13.2 | 70   | 6  |
| 2007 | PIT    | 13  | 13  | 71  | 732    | 10.3 | 25   | 7  |
| 2008 | PIT    | 16  | 15  | 81  | 1,043  | 12.9 | 49   | 7  |
| 2009 | PIT    | 16  | 16  | 95  | 1,167  | 12.3 | 54   | 6  |
| 2010 | PIT    | 16  | 15  | 59  | 755    | 12.8 | 43   | 5  |
| 計   |        | 202 | 165 | 954 | 11,702 | 12.3 | 85   | 83 |

（2010-2011シーズン終了時点）

### 記録・表彰
- スーパーボウル制覇：2回 (第40回、第43回)
- スーパーボウルMVP:1回（第40回）
- プロボウル選出：4回 (2001年 - 2004年)